# 昏迷
| ウィキペディアには「昏迷」という見出しの百科事典記事はありません（タイトルに「昏迷」を含むページの一覧/「昏迷」で始まるページの一覧）。 代わりにウィクショナリーのページ「昏迷」が役に立つかもしれません。 |